# Європейська організація військових асоціацій і профспілок
Європейська організація військових асоціацій і профспілок, іноді також ЄВРОМІЛ (англ. European Organisation of Military Associations and Trade Unions, EUROMIL)  — політично незалежна неприбуткова парасолькова організація вільних демократичних асоціацій військового персоналу в Європі.
Організація EUROMIL була заснована в 1972 році й наразі налічує понад 30 асоціацій з більш ніж 20 європейських країн, що представляє близько 500 000 осіб.
Місія організації полягає в просуванні та захисті соціальних та професійних інтересів військових усіх звань і груп, а також членів їхніх родин на європейському рівні. При цьому одна з головних цілей EUROMIL — це захист та просування прав людини та фундаментальних свобод солдатів шляхом моніторингу європейських розробок та захисту інтересів асоціацій-членів.
Штаб-квартира EUROMIL, міжнародний секретаріат організації, знаходиться в Брюсселі, Бельгія. Його головна роль полягає в сприянні обміну інформацією, зокрема передовим досвідом, між асоціаціями-членами.
EUROMIL тісно співпрацює з Європейським комітетом соціальних прав Ради Європи, зокрема, задля забезпечення дотримання державами Європейської соціальної хартії. Крім того, EUROMIL підтримує свої асоціації-члени в Процедурі УПО ООН, спрямованій на перегляд ситуації з правами людини в державах членів організації.
Організація підтримує офіційні контакти з Радою Європи, установами Європейського Союзу, Парламентською асамблеєю Організації Північноатлантичного договору, Організацією з безпеки та співробітництва в Європі (ОБСЄ) та Європейською конфедерацією профспілок (ЄКП).
Партнерами EUROMIL серед інших є Kangaroo Group, Friends of Europe та European Movement International (EMI).

## Зовнішні посилання
- Офіційний сайт EUROMIL